# 480 kilomètres de Suzuka 1990
Navigation
Édition précédente Édition suivante
Les 480 kilomètres de Suzuka 1990 (officiellement appelé la Fujifilm Cup), disputées le 8 avril 1990 sur le Circuit de Suzuka ont été la première manche du Championnat du monde des voitures de sport 1990.

## La course

### Classement de la course
Voici le classement officiel au terme de la course,.
- Les premiers de chaque catégorie du championnat du monde sont signalés par un fond jaune.
- Pour la colonne Pneus, il faut passer le curseur au-dessus du modèle pour connaître le manufacturier de pneumatiques.
- Les voitures ne réussissant pas à parcourir 75% de la distance du gagnant sont non classées (NC).

| Pos   | Classe | no | Écurie                                                         | Pilotes                                   | Châssis                                   | Pneus | Tours | Temps                 |
| Pos   | Classe | no | Écurie                                                         | Pilotes                                   | Moteur                                    | Pneus | Tours | Temps                 |
| ----- | ------ | -- | -------------------------------------------------------------- | ----------------------------------------- | ----------------------------------------- | ----- | ----- | --------------------- |
| 1     | C      | 1  | Team Sauber Mercedes                                           | Mauro Baldi Jean-Louis Schlesser          | Mercedes-Benz C9                          | G     | 82    | 2 h 43 min 45 s 429   |
| 1     | C      | 1  | Team Sauber Mercedes                                           | Mauro Baldi Jean-Louis Schlesser          | Mercedes-Benz M119 5.0L V8 Turbo          | G     | 82    | 2 h 43 min 45 s 429   |
| 2     | C      | 2  | Team Sauber Mercedes                                           | Jochen Mass Karl Wendlinger               | Mercedes-Benz C9                          | G     | 82    | + 42 s 333            |
| 2     | C      | 2  | Team Sauber Mercedes                                           | Jochen Mass Karl Wendlinger               | Mercedes-Benz M119 5.0L V8 Turbo          | G     | 82    | + 42 s 333            |
| 3     | C      | 24 | Nissan Motorsports International                               | Masahiro Hasemi Anders Olofsson           | Nissan R89C                               | D     | 81    | + 1 tour              |
| 3     | C      | 24 | Nissan Motorsports International                               | Masahiro Hasemi Anders Olofsson           | Nissan VRH35Z 3.5L V8 Turbo               | D     | 81    | + 1 tour              |
| 4     | C      | 36 | Toyota Team Tom's                                              | Hitoshi Ogawa Geoff Lees                  | Toyota 90C-V                              | B     | 81    | + 1 tour              |
| 4     | C      | 36 | Toyota Team Tom's                                              | Hitoshi Ogawa Geoff Lees                  | Toyota R36V 3.6L V8 Turbo                 | B     | 81    | + 1 tour              |
| 5     | C      | 11 | Porsche Kremer Racing Advan Alpha Nova                         | Kunimitsu Takahashi Kazou Mogi            | Porsche 962C                              | Y     | 80    | + 2 tours             |
| 5     | C      | 11 | Porsche Kremer Racing Advan Alpha Nova                         | Kunimitsu Takahashi Kazou Mogi            | Porsche Type-935 3.0L Flat-6 Turbo        | Y     | 80    | + 2 tours             |
| 6     | C      | 15 | Brun Motorsport                                                | Harald Huysman Oscar Larrauri             | Porsche 962C                              | Y     | 80    | + 2 tours             |
| 6     | C      | 15 | Brun Motorsport                                                | Harald Huysman Oscar Larrauri             | Porsche Type-935 3.0L Flat-6 Turbo        | Y     | 80    | + 2 tours             |
| 7     | C      | 17 | Brun Motorsport Trust Racing Team (en)                         | Steven Andskär George Fouché              | Porsche 962C GTi                          | Y     | 80    | + 2 tours             |
| 7     | C      | 17 | Brun Motorsport Trust Racing Team (en)                         | Steven Andskär George Fouché              | Porsche Type-935 3.0L Flat-6 Turbo        | Y     | 80    | + 2 tours             |
| 8     | C      | 34 | Equipe Almeras Fréres The Alpha Racing                         | Derek Bell Tiff Needell                   | Porsche 962C                              | G     | 80    | + 2 tours             |
| 8     | C      | 34 | Equipe Almeras Fréres The Alpha Racing                         | Derek Bell Tiff Needell                   | Porsche Type-935 2.8L Flat-6 Turbo        | G     | 80    | + 2 tours             |
| 9     | C      | 19 | Team Davey Omron Racing Team                                   | Eje Elgh Vern Schuppan                    | Porsche 962C                              | D     | 79    | + 3 tours             |
| 9     | C      | 19 | Team Davey Omron Racing Team                                   | Eje Elgh Vern Schuppan                    | Porsche Type-935 3.0L Flat-6 Turbo        | D     | 79    | + 3 tours             |
| 10    | C      | 39 | Swiss Team Salamin From-A Racing                               | Volker Weidler Akihiko Nakaya             | Porsche 962C                              | G     | 79    | + 3 tours             |
| 10    | C      | 39 | Swiss Team Salamin From-A Racing                               | Volker Weidler Akihiko Nakaya             | Porsche Type-935 3.0L Flat-6 Turbo        | G     | 79    | + 3 tours             |
| 11    | C      | 8  | Joest Porsche Racing                                           | Henri Pescarolo Jonathan Palmer           | Porsche 962C                              | M     | 79    | + 3 tours             |
| 11    | C      | 8  | Joest Porsche Racing                                           | Henri Pescarolo Jonathan Palmer           | Porsche Type-935 3.2L Flat-6 Turbo        | M     | 79    | + 3 tours             |
| 12    | C      | 13 | Courage Compétition                                            | Pascal Fabre Lionel Robert                | Cougar C24S                               | G     | 78    | + 4 tours             |
| 12    | C      | 13 | Courage Compétition                                            | Pascal Fabre Lionel Robert                | Porsche Type-935 3.0L Flat-6 Turbo        | G     | 78    | + 4 tours             |
| 13    | C      | 10 | Porsche Kremer Racing                                          | Bernd Schneider Hideki Okada              | Porsche 962CK6                            | Y     | 77    | + 5 tours             |
| 13    | C      | 10 | Porsche Kremer Racing                                          | Bernd Schneider Hideki Okada              | Porsche Type-935 3.0L Flat-6 Turbo        | Y     | 77    | + 5 tours             |
| 14    | C      | 12 | Courage Compétition Alpha Racing                               | Will Hoy Kenji Takahashi                  | Porsche 962C                              | Y     | 77    | + 5 tours             |
| 14    | C      | 12 | Courage Compétition Alpha Racing                               | Will Hoy Kenji Takahashi                  | Porsche Type-935 3.0L Flat-6 Turbo        | Y     | 77    | + 5 tours             |
| 15    | C      | 14 | Richard Lloyd Racing                                           | Manuel Reuter Luis Pérez-Sala             | Porsche 962C GTi                          | G     | 77    | + 5 tours             |
| 15    | C      | 14 | Richard Lloyd Racing                                           | Manuel Reuter Luis Pérez-Sala             | Porsche Type-935 3.0L Flat-6 Turbo        | G     | 77    | + 5 tours             |
| 16    | C      | 9  | Joest Porsche Racing                                           | Stanley Dickens "John Winter"             | Porsche 962C                              | M     | 76    | + 6 tours             |
| 16    | C      | 9  | Joest Porsche Racing                                           | Stanley Dickens "John Winter"             | Porsche Type-935 3.0L Flat-6 Turbo        | M     | 76    | + 6 tours             |
| 17    | C      | 20 | Team Davey                                                     | Tim Lee-Davey Alfonso Toledano            | Porsche 962C                              | D     | 76    | + 6 tours             |
| 17    | C      | 20 | Team Davey                                                     | Tim Lee-Davey Alfonso Toledano            | Porsche Type-935 2.8L Flat-6 Turbo        | D     | 76    | + 6 tours             |
| 18    | C      | 21 | Spice Engineering                                              | Eliseo Salazar Bernard Jourdain (en)      | Spice SE90C                               | G     | 75    | + 7 tours             |
| 18    | C      | 21 | Spice Engineering                                              | Eliseo Salazar Bernard Jourdain (en)      | Ford Cosworth DFR 3.5L V8 Atmo            | G     | 75    | + 7 tours             |
| 19    | C      | 32 | Konrad Motorsport                                              | Franz Konrad Jean-Louis Ricci             | Porsche 962C                              | G     | 75    | + 7 tours             |
| 19    | C      | 32 | Konrad Motorsport                                              | Franz Konrad Jean-Louis Ricci             | Porsche Type-935 3.0L Flat-6 Turbo        | G     | 75    | + 7 tours             |
| 20    | C      | 37 | Toyota Team Tom's                                              | Johnny Dumfries Aguri Suzuki              | Toyota 90C-V                              | B     | 73    | + 9 tours             |
| 20    | C      | 37 | Toyota Team Tom's                                              | Johnny Dumfries Aguri Suzuki              | Toyota R36V 3.6L V8 Turbo                 | B     | 73    | + 9 tours             |
| Nc.   | C      | 30 | GP Motorsport                                                  | David Hobbs Philippe de Henning           | Spice SE90C                               | G     | 60    | + 22 tours            |
| Nc.   | C      | 30 | GP Motorsport                                                  | David Hobbs Philippe de Henning           | Ford Cosworth DFR 3.5L V8 Atmo            | G     | 60    | + 22 tours            |
| Dsq.† | C      | 27 | Obermaier Primagaz                                             | Jürgen Lässig Otto Altenbach              | Porsche 962C                              | G     | 78    | Disqualifié           |
| Dsq.† | C      | 27 | Obermaier Primagaz                                             | Jürgen Lässig Otto Altenbach              | Porsche Type-935 3.0L Flat-6 Turbo        | G     | 78    | Disqualifié           |
| Abd.  | C      | 38 | Toyota Team Tom's Team SARD                                    | Roland Ratzenberger Pierre-Henri Raphanel | Toyota 90C-V                              | B     | 79    | Panne sèche           |
| Abd.  | C      | 38 | Toyota Team Tom's Team SARD                                    | Roland Ratzenberger Pierre-Henri Raphanel | Toyota R36V 3.6L V8 Turbo                 | B     | 79    | Panne sèche           |
| Abd.  | C      | 3  | Silk Cut Jaguar                                                | Martin Brundle Alain Ferté                | Jaguar XJR-11                             | G     | 77    | Pompe à huile         |
| Abd.  | C      | 3  | Silk Cut Jaguar                                                | Martin Brundle Alain Ferté                | Jaguar JV6 3.5L V6 Turbo                  | G     | 77    | Pompe à huile         |
| Abd.  | C      | 16 | Brun Motorsport                                                | Jesús Pareja Walter Brun                  | Porsche 962C                              | Y     | 74    | Arbre de transmission |
| Abd.  | C      | 16 | Brun Motorsport                                                | Jesús Pareja Walter Brun                  | Porsche Type-935 3.0L Flat-6 Turbo        | Y     | 74    | Arbre de transmission |
| Abd.  | C      | 23 | Nissan Motorsports International                               | Andrew Gilbert-Scott Kazuyoshi Hoshino    | Nissan R90CP                              | D     | 65    | Tête à queue          |
| Abd.  | C      | 23 | Nissan Motorsports International                               | Andrew Gilbert-Scott Kazuyoshi Hoshino    | Nissan VRH35Z 3.5L V8 Turbo               | D     | 65    | Tête à queue          |
| Abd.  | C      | 25 | Nissan Motorsports International Cabin Racing Team Team LeMans | Kenny Acheson Takao Wada                  | Nissan R89C                               | D     | 45    | Accident              |
| Abd.  | C      | 25 | Nissan Motorsports International Cabin Racing Team Team LeMans | Kenny Acheson Takao Wada                  | Nissan VRH35Z 3.5L V8 Turbo               | D     | 45    | Accident              |
| Abd.  | C      | 4  | Silk Cut Jaguar                                                | Jan Lammers Andy Wallace                  | Jaguar XJR-11                             | G     | 44    | Pompe à huile, Turbo  |
| Abd.  | C      | 4  | Silk Cut Jaguar                                                | Jan Lammers Andy Wallace                  | Jaguar JV6 3.5L V6 Turbo                  | G     | 44    | Pompe à huile, Turbo  |
| Abd.  | C      | 26 | Obermaier Primagaz                                             | Harald Grohs Jürgen Oppermann (de)        | Porsche 962C                              | G     | 39    | Problèmes électriques |
| Abd.  | C      | 26 | Obermaier Primagaz                                             | Harald Grohs Jürgen Oppermann (de)        | Porsche Type-935 3.0L Flat-6 Turbo        | G     | 39    | Problèmes électriques |
| Abd.  | C      | 35 | Louis Descartes                                                | François Migault Louis Descartes          | ALD C190                                  | D     | 36    | Accident              |
| Abd.  | C      | 35 | Louis Descartes                                                | François Migault Louis Descartes          | Ford Cosworth DFZ 3.5L V8 Atmo            | D     | 36    | Accident              |
| Abd.  | C      | 22 | Spice Engineering                                              | Tim Harvey (en) Bruno Giacomelli          | Spice SE90C                               | G     | 28    | Fuite d'essence       |
| Abd.  | C      | 22 | Spice Engineering                                              | Tim Harvey (en) Bruno Giacomelli          | Ford Cosworth DFR 3.5L V8 Atmo            | G     | 28    | Fuite d'essence       |
| Abd.  | C      | 7  | Joest Porsche Racing                                           | Bob Wollek Frank Jelinski                 | Porsche 962C                              | M     | 23    | Feu dans les stands   |
| Abd.  | C      | 7  | Joest Porsche Racing                                           | Bob Wollek Frank Jelinski                 | Porsche Type-935 3.2L Flat-6 Turbo        | M     | 23    | Feu dans les stands   |
| Abd.  | C      | 40 | The Berkeley Team London                                       | Ranieri Randaccio ""Stingbrace""          | Spice SE90C                               | G     | 14    | Accident              |
| Abd.  | C      | 40 | The Berkeley Team London                                       | Ranieri Randaccio ""Stingbrace""          | Ford Cosworth DFZ 3.5L V8 Atmo            | G     | 14    | Accident              |
| Abd.  | C      | 29 | Chamberlain Engineering British Barn Racing Team               | Tsunehisa Asai Jiro Yoneyama              | British Barn BB90                         | D     | 13    | Accident              |
| Abd.  | C      | 29 | Chamberlain Engineering British Barn Racing Team               | Tsunehisa Asai Jiro Yoneyama              | Ford Cosworth DFZ 3.5L V8 Atmo            | D     | 13    | Accident              |
| Nq.   | C      | 28 | Chamberlain Engineering                                        | Cor Euser Fermín Vélez                    | Spice SE89C                               | G     | -     |                       |
| Nq.   | C      | 28 | Chamberlain Engineering                                        | Cor Euser Fermín Vélez                    | Ford Cosworth DFZ 3.5L V8 Atmo            | G     | -     |                       |
| Nq.   | C      | 41 | Alba Formula Team                                              | Marco Brand (en) Gianfranco Brancatelli   | Alba AR20                                 | G     | -     |                       |
| Nq.   | C      | 41 | Alba Formula Team                                              | Marco Brand (en) Gianfranco Brancatelli   | Subaru (Motori Moderni) 1235 3.5L Flat-12 | G     | -     |                       |

† - La Porsche 962C n°27 de l'écurie Obermaier Primagaz a été disqualifié car la voiture a été pesée sous le poids minimum lors de l'inspection après la course.

## Pole position et record du tour
- Pole position :  Geoff Lees (#36 Toyota Team Tom's) en 1 min 48 s 76
- Meilleur tour en course :  Martin Brundle (#6 Silk Cut Jaguar) en 1 min 53 s 732

## À noter
- Longueur du circuit : 5,859 km
- Distance parcourue par les vainqueurs : 480,438 km